# Cube miroir
 (novembre 2024).
La mise en forme du texte ne suit pas les recommandations de Wikipédia : il faut le « wikifier ».
Les points d'amélioration suivants sont les cas les plus fréquents. Le détail des points à revoir est peut-être précisé sur la page de discussion.
- Les titres sont pré-formatés par le logiciel. Ils ne sont ni en capitales, ni en gras.
- Le texte ne doit pas être écrit en capitales (les noms de famille non plus), ni en gras, ni en italique, ni en « petit »…
- Le gras n'est utilisé que pour surligner le titre de l'article dans l'introduction, une seule fois.
- L'italique est rarement utilisé : mots en langue étrangère, titres d'œuvres, noms de bateaux, etc.
- Les citations ne sont pas en italique mais en corps de texte normal. Elles sont entourées par des guillemets français : « et ».
- Les listes à puces sont à éviter, des paragraphes rédigés étant largement préférés. Les tableaux sont à réserver à la présentation de données structurées (résultats, etc.).
- Les appels de note de bas de page (petits chiffres en exposant, introduits par l'outil «  Source ») sont à placer entre la fin de phrase et le point final[comme ça].
- Les liens internes (vers d'autres articles de Wikipédia) sont à choisir avec parcimonie. Créez des liens vers des articles approfondissant le sujet. Les termes génériques sans rapport avec le sujet sont à éviter, ainsi que les répétitions de liens vers un même terme.
- Les liens externes sont à placer uniquement dans une section « Liens externes », à la fin de l'article. Ces liens sont à choisir avec parcimonie suivant les règles définies. Si un lien sert de source à l'article, son insertion dans le texte est à faire par les notes de bas de page.
- La présentation des références doit suivre les conventions bibliographiques. Il est recommandé d'utiliser les modèles {{Ouvrage}}, {{Chapitre}}, {{Article}}, {{Lien web}} et/ou {{Bibliographie}}. Le mode d'édition visuel peut mettre en forme automatiquement les références.
- Insérer une infobox (cadre d'informations à droite) n'est pas obligatoire pour parachever la mise en page.

Pour une aide détaillée, merci de consulter Aide:Wikification.
Si vous pensez que ces points ont été résolus, vous pouvez retirer ce bandeau et améliorer la mise en forme d'un autre article.

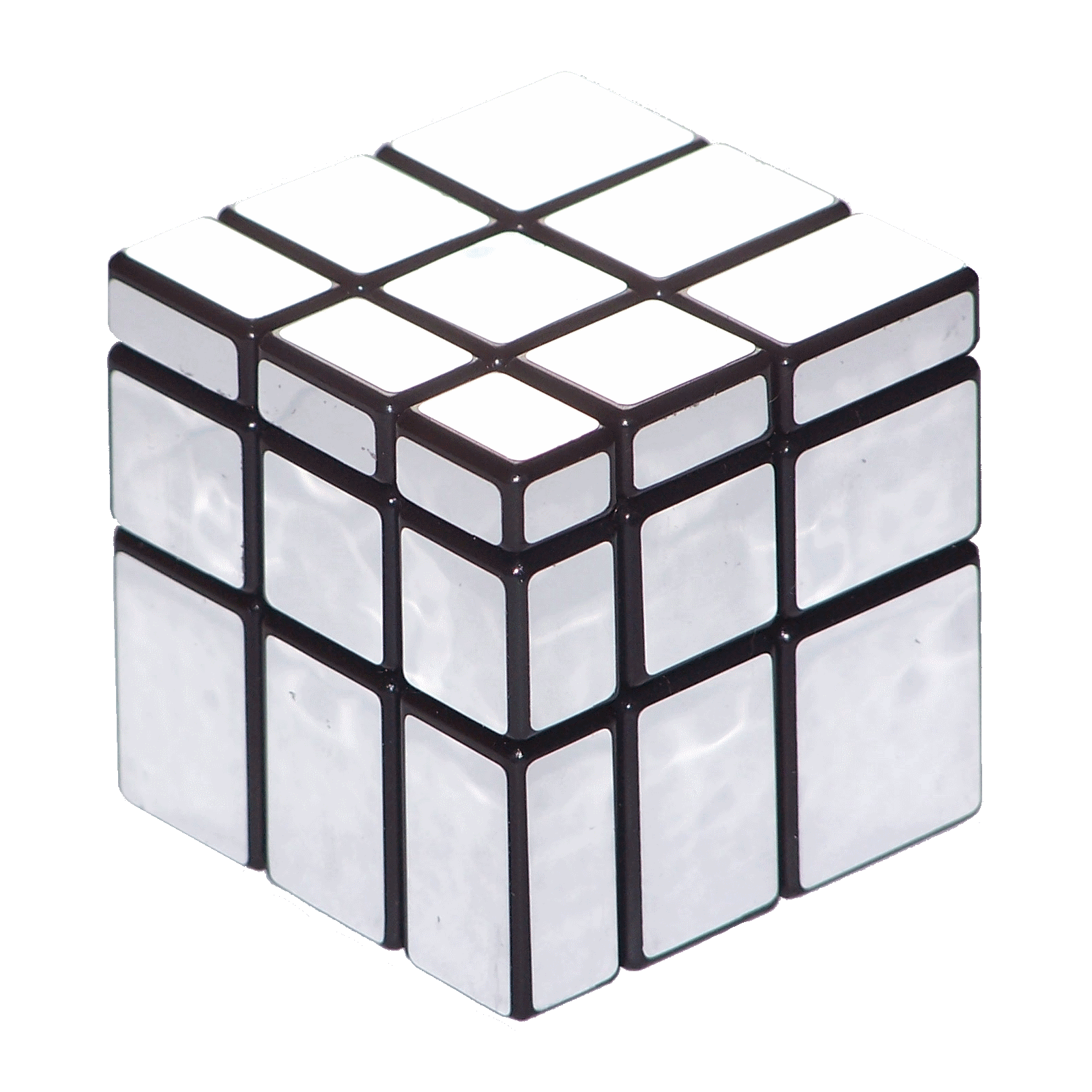
Mirror Cube résolu

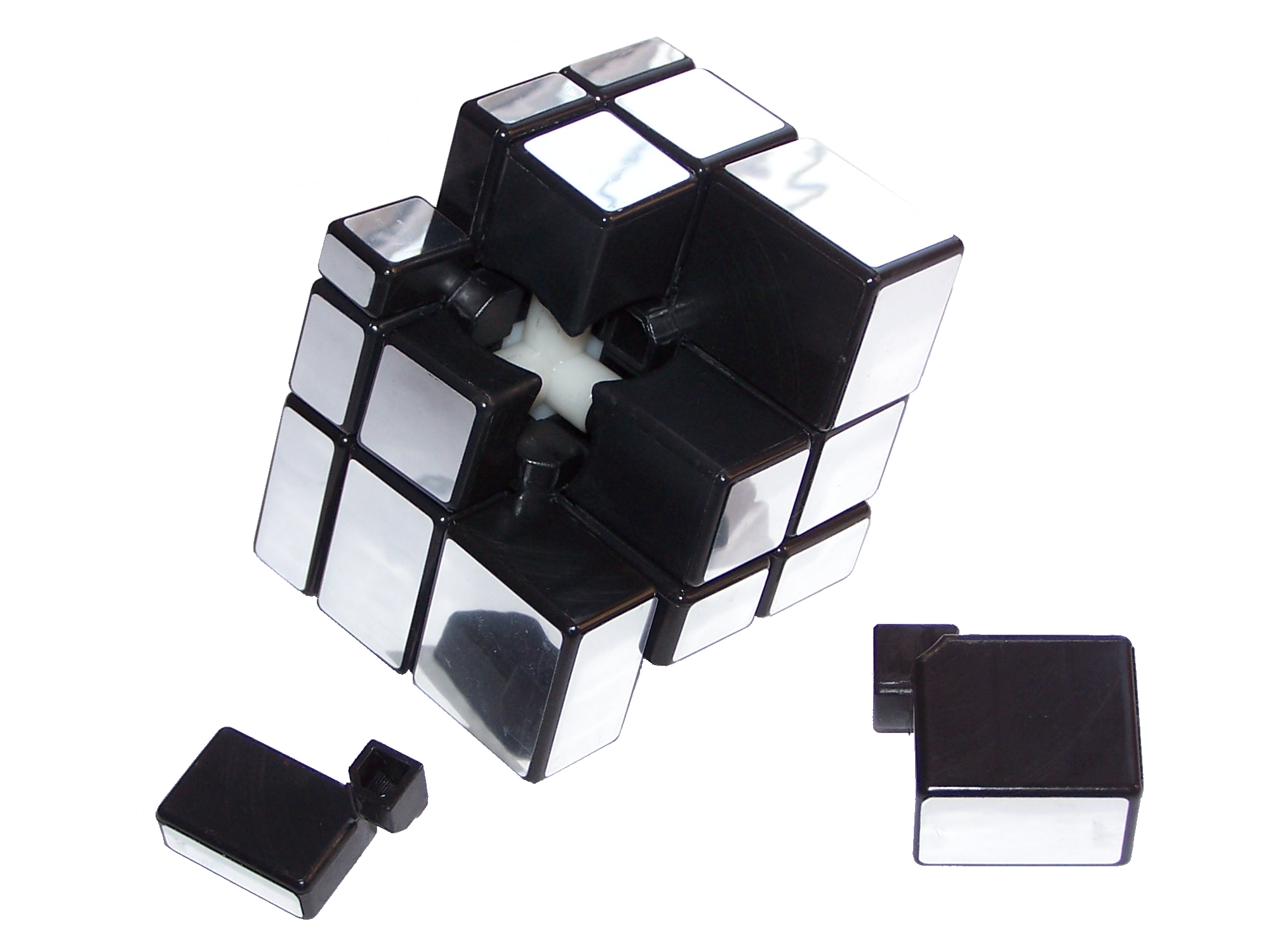
Miroir Cube démonté

Les blocs de miroir, également connus sous le nom de cube miroir et cube de bosse, sont un type de puzzle combiné et de modification de forme du cube de Rubik standard 3×3×3 et ont été inventés en 2006. Le mécanisme interne du puzzle est presque identique à celui du Rubik's Cube, bien qu'il diffère des cubes 3×3 normaux en ce que toutes les pièces sont de la même couleur (généralement des autocollants réfléchissants en or ou en argent) et sont identifiées par la forme puisque chacune est également un prisme rectangulaire distinct.Comme le Ghost Cube et le Mastermorphix, les Mirror Blocks ont une forme 3×3×3, ce qui signifie qu'il peut être résolu de la même manière que le Rubik's Cube 3×3×3. La solution simple la plus rapide pour Mirror Blocks dans une compétition est de 10,07 secondes et a été réalisée par Braden Richards à Huntington, en Virginie-Occidentale, le 17 mai 2024,.

## Miroir Cube démonté Origine

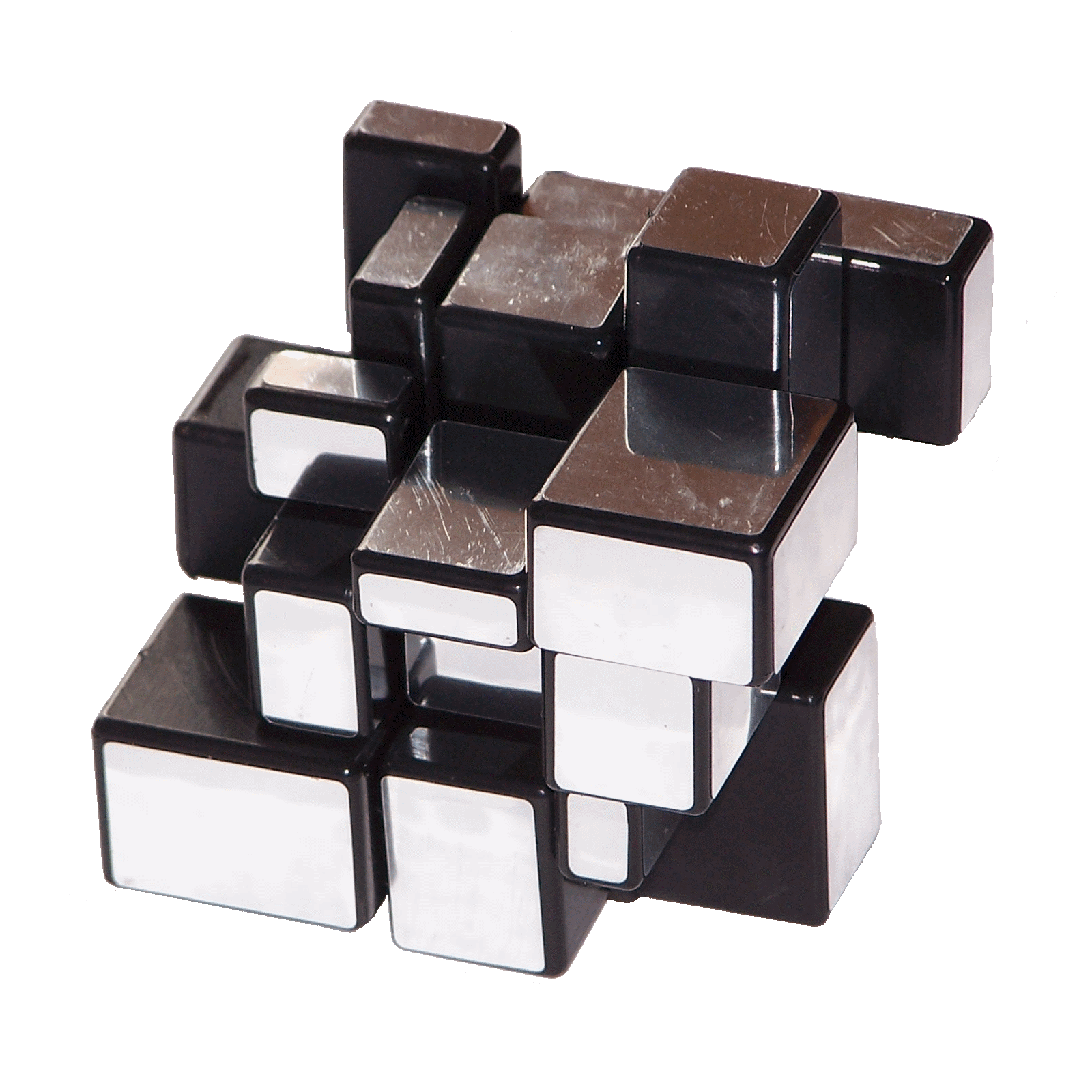
Miroir Cube brouillé

Les Mirror Blocks ont été inventés à l'origine par Hidetoshi Takeji en 2006.Il a d'abord nommé le puzzle le "Bump Cube" parce qu'il avait une surface inégale et cahoteuse lorsqu'il était brouillé. Lors d'une compétition à Osaka, Hidetoshi a montré son puzzle à un speedcuber qui s'y intéressait beaucoup. Hidetoshi a décidé de prêter son puzzle au speedcuber, qui l'a montré à un groupe de projet. À l'automne 2008, le puzzle a été produit en série pour la première fois à Boston par Rubik's et fabriqué par MegaHouse. Lors de sa sortie, il a été officiellement nommé Mirror Blocks. Les blocs de miroir ont depuis été fabriqués par plusieurs fabricants, et dans des versions avec4×4×4 et5×5×5 mécanismes.